# Mads Würtz Schmidt
Mads Würtz Schmidt (Randers, 31 maart 1994) is een Deense wielrenner .
In 2011 werd hij wereldkampioen tijdrijden bij de junioren, vier jaar later herhaalde hij dit bij de beloften.

## Overwinningen
2011
2e etappe Driedaagse van Axel, Junioren
 Wereldkampioen tijdrijden, Junioren
2012
Parijs-Roubaix, Junioren
2e etappe deel A Vredeskoers, Junioren
2e en 4e etappe Driedaagse van Axel
Eindklassement Driedaagse van Axel
2013
Jongerenklassement Triptyque des Monts et Châteaux
2015
2e etappe ZLM Tour (ploegentijdrit)
 Deens kampioen tijdrijden, Beloften
5e etappe Ronde van Denemarken (individuele tijdrit)
Jongerenklassement Ronde van Denemarken
4e etappe Ronde van de Toekomst
 Wereldkampioen tijdrijden, Beloften
2016
2e en 3e etappe deel B Triptyque des Monts et Châteaux
Eind- en puntenklassement Triptyque des Monts et Châteaux
 Deens kampioen tijdrijden, Beloften
 Deens kampioen op de weg, Beloften
4e etappe Ronde van Denemarken
Jongerenklassement Ronde van Denemarken
2017
Jongerenklassement Ster van Bessèges
2021
6e etappe Tirreno-Adriatico
 Deens kampioen op de weg, Elite

## Resultaten in voornaamste wedstrijden
| Jaar | Ronde van Italië | Ronde van Frankrijk | Ronde van Spanje |
| ---- | ---------------- | ------------------- | ---------------- |
| 2017 |                  |                     |                  |
| 2018 | 81e              |                     |                  |
| 2019 |                  | 117e                |                  |
| 2020 |                  |                     |                  |
| 2021 |                  |                     | opgave           |
| 2022 |                  |                     |                  |
| 2023 | opgave           |                     |                  |

| Jaar | Milaan-San Remo | Gent-Wevelgem | Parijs-Roubaix | Amstel Gold Race | Luik-Bast.‑Luik | Omloop Het Nieuwsblad | Waalse Pijl |  | WK op de weg |  | Wereldranglijsten |
| ---- | --------------- | ------------- | -------------- | ---------------- | --------------- | --------------------- | ----------- |  | ------------ |  | ----------------- |
| 2017 |                 |               | 46e            | 96e              |                 |                       | opgave      |  |              |  | 382e (UWT)        |
| 2018 |                 |               | opgave         |                  |                 | 12e                   |             |  | opgave       |  | 238e (UWT)        |
| 2019 | 132e            | opgave        | 34e            |                  |                 | opgave                |             |  |              |  |                   |
| 2020 |                 |               |                |                  |                 | opgave                |             |  |              |  |                   |
| 2021 |                 | opgave        | opgave         |                  |                 | 73e                   |             |  | opgave       |  |                   |
| 2022 |                 |               | opgave         | opgave           |                 |                       |             |  |              |  |                   |
| 2023 | 149e            |               |                |                  | 59e             |                       |             |  |              |  |                   |

## Ploegen
- 2013 –  Team Cult Energy
- 2014 –  Cult Energy Vital Water
- 2015 –  Team ColoQuick
- 2016 –  Team Virtu Pro-Veloconcept[1]
- 2017 –  Team Katjoesja Alpecin
- 2018 –  Team Katjoesja Alpecin
- 2019 –  Team Katjoesja Alpecin
- 2020 –  Israel Start-Up Nation
- 2021 –  Israel Start-Up Nation
- 2022 –  Israel-Premier Tech
- 2023 –  Israel-Premier Tech
- 2024 –  Israel-Premier Tech
- 2025 –  PAS Racing

Belkov · Biermans · Bystrøm · Gonçalves · Haller · Hollenstein · Kišerlovski · Koeznetsov · Kotsjetkov · Kristoff  · Lammertink · Losada · Machado · Mamykin · Martin   · Mathis · Mørkøv · Planckaert · Politt · Restrepo · Špilak · Taaramäe · Vicioso · Würtz Schmidt · Zabel · Zakarin · Havik (stagiair)
Belkov · Biermans · Boswell · Cras · Dowsett · Fabbro · Gonçalves · Haas · Haller · Hollenstein · Kittel · Kišerlovski · Koeznetsov · Kotsjetkov · Lammertink · Machado · Martin · Mathis · Planckaert · Politt · Restrepo · Smit · Špilak · Würtz Schmidt · Zabel · Zakarin
Battaglin · Biermans · Boswell · Cras · Debusschere · Dowsett · Fabbro · Gonçalves · Guerreiro · Haas · Haller · Hollenstein · Kittel · Koeznetsov · Kotsjetkov · Navarro · Politt · Smit · Špilak · Strachov · Tanfield · Würtz Schmidt · Zabel · Zakarin
Badilatti · Barbier · Biermans · Boivin · Brändle · Cataford · Cimolai · Dowsett · Einhorn · Goldstein · Greipel · Hermans · Hofstetter · Hollenstein · Martin · McCabe · Navarro · Neilands · Niv · Piccoli · Politt · Räim · Renard · Sagiv · Schelling · Sutherland · Vahtra · Van Asbroeck · Würtz Schmidt · Zabel
Barbier · Berwick · Bevin · Biermans · Boivin · Brändle · Cataford · Cimolai · De Marchi · Dowsett · Einhorn · Froome · Goldstein · Greipel · Hagen · Hermans · Hofstetter · Hollenstein · Impey · Jones vanaf 1 juli · Martin · Neilands · Niv · Piccoli · Renard · Sagiv · Vahtra · Van Asbroeck · Vanmarcke · Woods · Würtz Schmidt · Zabel
Barbier · Berwick · Bevin · Biermans · Boivin · Brändle · Cataford · Clarke · De Marchi · Dowsett · Einhorn · Froome · Fuglsang · Goldstein · Hagen · Hermans · Hollenstein · Houle · Impey · Jones · Neilands · Niv · Nizzolo · Piccoli · Sagiv (tot 3/8) · Strong · Teuns (vanaf 5/8) · Van Asbroeck · Vanmarcke · Woods · Würtz Schmidt · Zabel · Riccitello (stagiair)
Berwick · Boivin · Clarke · Einhorn · Frigo · Froome · Fuglsang · Gee · Goldstein · Hermans · Hollenstein · Hollyman · Houle · Impey · Jones · Neilands · Nizzolo · Pozzovivo (vanaf 6/3) · Reynders · Riccitello · Sagiv · Schultz · Strong · Teuns · Van Asbroeck · Vanmarcke (tot 7/7) · Williams · Woods · Würtz Schmidt · Zabel · Gilmore (stagiair) · Sheehan (stagiair)
Ackermann · Bennett · Blackmore (vanaf 3/5) · Boivin · Clarke · Einhorn · Frigo · Froome · Fuglsang · Gee · Hofstetter · Hollyman · Houle · Kogut · Neilands · Pickrell · Raisberg · Riccitello · Sagiv · Schultz · Schwarzmann · Sheehan · Stewart · Strong · Teuns · Van Asbroeck · Vernon · Williams · Woods · Würtz Schmidt · Zabel (tot 2/5) · Brown (stagiair)